# 라디오 네트워크 (KBS 제1라디오)
라디오 네트워크는 KBS 1라디오에서 방송했던 라디오 시사 프로그램이다.

## 개요
2008년 11월 17일에 첫방송을 시작했으며, 원래는 오후 5시 10분에 방송됐으나, 2009년 10월 26일부터 오후 3시 10분으로 시간대를 이동하여 방송하다가, 2010년 12월 31일 방송을 마지막으로 2년만에 폐지되었다.

## 역대 방송시간
| 방송 채널   | 방송 기간                           | 방송 시간                  |
| ----------- | ----------------------------------- | -------------------------- |
| KBS 1라디오 | 2008년 11월 17일 ~ 2009년 10월 23일 | 평일 오후 5:10 ~ 오후 5:40 |
| KBS 1라디오 | 2009년 10월 26일 ~ 2010년 12월 31일 | 평일 오후 3:10 ~ 오후 3:58 |

## 역대 진행자
- 2008년 11월 17일 ~ 2009년 10월 23일 : 강성곤 아나운서
- 2009년 10월 26일 ~ 2010년 12월 31일 : 이규봉 아나운서

## 지역 방송국 프로그램
| 프로그램               | 방송권역   | 방송국  | 진행자 |
| ---------------------- | ---------- | ------- | ------ |
| 라디오 춘천            | 강원도     | KBS춘천 | 국은주 |
| 시사강원               | 강원도     | KBS강릉 | 김경미 |
| 생방송 오늘 원주입니다 | 강원도     | KBS원주 | 유연배 |
| 즐거운 라디오          | 경상북도   | KBS안동 | 오세창 |
| 동해안 네트워크        | 경상북도   | KBS포항 | 황진   |
| 생방송 충청은 지금     | 충청북도   | KBS청주 | 이해수 |
| 생방송 충청은 지금     | 충청북도   | KBS충주 | 김경희 |
| 시사매거진 진주투데이  | 진주시     | KBS진주 | 김미균 |
| 남도투데이             | 광주광역시 | KBS광주 | 서상기 |
| 라디오 매거진 오늘     | 전라남도   | KBS목포 | 김석훈 |
| 생생 라디오 오늘       | 전라남도   | KBS순천 | 위영미 |
| 전북은 지금            | 전라북도   | KBS전주 | 김수진 |
| 생방송 대전입니다      | 대전광역시 | KBS대전 | 박성준 |